# Masiela Lusha
Masiela Lusha (sinh ngày 23 tháng 2 năm 1985) là một diễn viên điện ảnh người, nhà thơ, nhà văn Mỹ. Cô trở nên nổi tiếng trong thập niên 2000 với vai diễn Carmen Lopez trong bộ phim sitcom George Lopez của Mỹ, vai này giúp cô giành một giải Young Artist Award.

## Sự nghiệp điện ảnh
- 2000: Father's Love, Lisa
- 2001: Summoning, Grace
- 2001: Lizzie McGuire, Model
- 2002: George Lopez, Carmen Lopez (101 episodes)
- 2003: Clifford's Puppy Days, Nina (46 episodes)
- 2004: Cherry Bomb, Kim
- 2005: Unscripted
- 2006: Law and Order: Criminal Intent, Mira
- 2007: Time of the Comet, Agnes
- 2008: Blood: The Last Vampire, Sharon
- 2009: Ballad of Broken Angels: Harmony, Harmony
- 2009: Lopez Tonight
- 2010: Kill Katie Malone, Ginger
- 2010: Of Silence, Annabelle
- 2010: Signed in Blood, Nina
- 2011: Under the Boardwalk: The Monopoly Story
- 2011: Tough Business, Grace
- 2011: Science of Cool

## Tác phẩm
- Inner Thoughts (1999)
- Drinking the Moon (2005)
- The Besa (2008)
- Amore Celeste (2009)
- Boopity Boop! Writes Her First Poem (2010)
- Boopity Boop! Goes To Hawaii (2010)
- The Call (2010)